# 東神電気
東神電気株式会社（とうしんでんき）は、大阪市淀川区に本社を置く架線金物メーカーである。巻付グリップやアルミクランプなどを時代に先駆けて開発し、架線工事の近代化に貢献した。また、通信業界やLED照明器具への参入をしている。

## 沿革
- 1947年 - 東神電気株式会社を寺岡龍夫が大阪市北区伊勢町8の1で設立
- 1951年 - 東京出張所を設置
- 1952年 - 九州出張所を設置
- 1956年 - 本社及び工場を大阪市淀川区新高南通1丁目1番地に移転
- 1963年 - 大垣工場操業開始
- 1964年 - 九州出張所を支店に昇格
  - 本社、社屋新築落成
- 1965年 - 東京出張所を支店に昇格
  - 米国アンダーソン社と技術提携契約に調印
- 1966年 - 本社別館新築落成
  - 会社創立20周年祝賀式典挙行
- 1967年 - 大垣工場、通産省合理化モデル法人に指定
- 1968年 - 揖斐川工場操業開始
- 1970年 - 大阪国税局より自主監査モデル法人に指定
- 1971年 - 会社創立25周年記念式典挙行
- 1972年 - 九州支店新社屋竣工
- 1976年 - 会社創立30周年記念式典挙行（大垣商工会議所）
- 1979年 - 東京支店新社屋竣工
- 1982年 - 会社創立35周年記念式典挙行（北陸片山津温泉）
- 1984年 - 寺岡龍夫会長、日本架線金物工業会会長に就任
- 1987年 - 会社創立40周年記念式典挙行（ホテルプラザ）
- 1988年 - 北陸工場操業開始
  - 北海道工場操業開始
- 1990年 - 九州工場操業開始
- 1997年 - 会社創立50周年記念式典挙行（大垣フォーラムホテル）

## 事業所
- 本社：大阪
- 支店：東日本（東京）、西日本（福岡）
- 工場：大垣、揖斐川、北陸、北海道、九州

## 資格・許可
- 日本品質保証機構　ISO9001：2008（登録番号 JQA-QM4504）